# Al Wajeha Al Bahriah
Al Wajeha Al Bahriah (in arabo الواجهة البحرية	‎?), anche conosciuta come Dubai Waterfront, è una comunità dell'Emirato di Dubai, negli Emirati Arabi Uniti. Si trova nel Settore 5 nella zona meridionale di Dubai. La comunità coincide con l'area di sviluppo off-shore prevista dal progetto Dubai Waterfront.

## Storia
Il progetto di Dubai Waterfront fa parte di una serie di progetti di sviluppo lanciati dallo sceicco Mohammed bin Rashid Al Maktoum per incrementare il turismo a Dubai. Il progetto venne annunciato nel gennaio 2005 e doveva costituire la prima fase di un progetto più ampio che prevedeva anche la realizzazione del Canale Arabo e del quartiere di Madinat Al Arab.
Per la realizzazione del progetto venne fondata la Dubai Waterfront Company, di cui la  Nakheel Properties aveva il 51% delle azioni, ma era aperta ad altri investitori.
I lavori sono iniziati nel 2007 con la realizzazione del Palm Cove Canal, la prima parte del Canale Arabo, che doveva circumnavigare la parte terrestre del Waterfront. Sempre nel 2007 fu assegnata all'Office for Metropolitan Architecture (OMA) di Rotterdam la realizzazione del Masterplan di Waterfront City, che doveva formare il quartiere centrale di Dubai Waterfront.
Nel 2009, a seguito della crisi finanziaria mondiale e al conseguente crollo dei prezzi degli immobili in Dubai, la Nakheel ha affrontato una grave crisi, ed ha quindi sospeso diversi progetti fra cui anche quello di Dubai Waterfront. 
Nel dicembre 2011 la Nakheel ha annunciato la vendita di 13 torri a gru inutilizzate destinate allo sviluppo del Dubai Waterfront.

## Territorio
Il territorio della comunità occupa una superficie di 124,7 km² corrispondenti all'area totale off-shore che dovrebbe essere occupata dal progetto Dubai Waterfront.
Attualmente (dicembre 2022) di tale area è stato realizzato solo un primo tronco, corrispondente a parte della prima isola (quella più vicina alla terraferma), collegato da uno stretta lingua di terra alla terraferma retrostante. Tale troncone a si trova immediatamente davanti alla costa sud-occidentale di Dubai, a circa 15 km a sud-ovest dal porto di Jebel Ali. 
Alla data (2022) l'area non è abitata e non vi sono infrastrutture operative.